# Walther Degen
Walther Degen (* 1. August 1899 in Hamburg; † 7. April 1995 ebenda) war ein deutscher Politiker (SPD).

## Leben und Beruf
Degen, der zuletzt als Oberinspektor bei der AOK Hamburg arbeitete, trat bereits 1918 der SPD bei und gehörte ihr bis zum Verbot 1933 an. Nach dem Zweiten Weltkrieg beteiligte er sich am Wiederaufbau der SPD und wurde 1948 zunächst stellvertretender Vorsitzender und im selben Jahr noch Vorsitzender des Distrikts Jarrestadt. Er behielt dieses Amt bis 1964 und gehörte anschließend noch bis 1966 dem Distriktsvorstand an. Er war maßgeblich an der Gestaltung der örtlichen SPD-Zeitung „Die Jarrestadt“ beteiligt, die seit Oktober 1952 erschien. Von 1949 bis 1966 war er Mitglied der Bezirksversammlung (bis 1961: Bezirksausschuss) Hamburg-Nord. Zudem war er zweimal kurzzeitig Bürgerschaftsabgeordneter: Am 2. Februar 1960 rückte er für den verstorbenen ehemaligen Polizeisenator Lothar Danner nach und gehörte der Bürgerschaft bis zum Ende der Wahlperiode 1961 an. Am 9. Oktober 1965 kam er für den verstorbenen Georg Raloff ein zweites Mal in die Bürgerschaft, diesmal bis 1966, als ebenfalls die Legislaturperiode endete.